# Мия Шеридан
Мия Шеридан (на английски: Mia Sheridan) е американска писателка на произведения в жанра любовен роман.

## Биография и творчество
Мия Шеридан е родена в Сан Франциско, Калифорния, САЩ. Завършва Държавния университет на Калифорния в Сакраменто с бакалавърска степен по клинична психология.
Започва да пише като вид терапия след като загубва дъщеря си.
Първият ѝ роман „Leo“ от поредицата „Знак на любовта“ е публикуван през 2013 г. Поредицата е свързана със зодиакалните знаци. Романът „Гласът на любовта“ от поредицата става бестселър.
Мия Шеридан живее със семейството си в Синсинати, Охайо.

## Произведения

### Самостоятелни романи
- Midnight Lily (2016)
- Ramsay (2016)
- Most of All You (2017)
Само ти, изд.: ИК „Ибис“, София (2018), прев. Диана Кутева
- Seek (2018)
- More Than Words (2018)
- The Wish Collector (2018)
Колекционерът на желания, изд.: ИК „Ибис“, София (2019), прев. Вихра Манова
- Savaged (2019)
Оцеляване, изд.: ИК „Ибис“, София (2019), прев. Диана Кутева

### Серия „Знак на любовта“ (Sign of Love)
1. Leo (2013)
2. Leo's Chance (2013)
3. Stinger (2013)
4. Archer's Voice (2014)
Гласът на любовта, изд.: ИК „Ибис“, София (2018), прев. Диана Кутева
5. Becoming Calder (2014)
6. Finding Eden (2014)
7. Kyland (2015)
8. Grayson's Vow (2015)
9. Preston's Honor (2017)
10. Dane's Storm (2018)
11. Brant's Return (2019)

### Сериая „Където вината е лъжа“ (Where the Blame Lies)
1. Where the Blame Lies (2019)
2. Where the Truth Lives (2020)